# PANDAMIC
PANDAMIC（パンダみっく）は、日本の女性アイドルグループ。2016年6月7日結成。所属事務所はテアトルアカデミー、運営・制作・所属レーベルはFlying Penguin Records(Zi:zoo)。2019年10月「パンダみっく」から改名。

## 概要
- SiAM&POPTUNe、sora tob sakanaに続く、「ふらっぺidolぷろじぇくと[注釈 1][3][4]」の第三弾ユニットパンダみっくとして、2016年6月7日にメンバー全員が同学年（小学6年生）の5人組で結成された[5]。
- グループのコンセプトは、ロックを中心に選曲されたエッジの効いた楽曲（黒）と、幼さ全開のかわいらしさ（白）[6]。
- ライブアイドルとして活躍、主催2マンライブ『パンダらの箱』を中心に、特に、アイドルフェス・対バンへの出演が多い。また、グループ結成1周年等の活動の節目において、ワンマンライブを開催している。[注釈 2]
- 2019年1月、オリジナルメンバーのうち3人が卒業し、残った2人に、新たな2名のメンバーを加えて4人新体制（パンダみっく2期）となった。
- 2019年9月、オリジナルメンバーの残る2人が卒業。
- 2019年10月にPANDAMICに改名し、4名のメンバーを加えて、6人新体制となった。
- 2020年2月、後発メンバー1人が卒業し、5人体制で活動している。

## メンバー
| 名前                        | 愛称         | 生年月日               | 加入日         | グループ加入経緯                                                               |
| --------------------------- | ------------ | ---------------------- | -------------- | ------------------------------------------------------------------------------ |
| 辻村 羽来 つじむら ぱこ     | ぱこちゃん   | 2007年5月31日（18歳）  | 2019年1月14日  | テアトルアカデミーから加入。加入前の2018年、映画『十年 Ten Years Japan』に出演 |
| 山縣 絆奈 やまがた はんな   | はんなちゃん | 2006年2月2日（19歳）   | 2019年1月14日  | ふらっぺidolぷろじぇくと生（7期生）より昇格                                    |
| 岩倉 葵依 いわくら あおい   | あおちゃん   | 2007年6月30日（18歳）  | 2019年10月11日 | ふらっぺidolぷろじぇくと生（7期生）より昇格                                    |
| 漆原 裕菜 うるしはら ゆうな | ゆーちゃん   | 2008年2月28日（17歳）  | 2019年10月11日 | ふらっぺidolぷろじぇくと生（8期生）より昇格                                    |
| 武者 梓音 むしゃ しおん     | むしゃちゃん | 2006年11月24日（18歳） | 2019年10月11日 | テアトルアカデミーから加入。                                                   |

## 旧メンバー
| 名前                           | 愛称       | 生年月日              | 加入日         | グループ加入経緯                              | 卒業日        |
| ------------------------------ | ---------- | --------------------- | -------------- | --------------------------------------------- | ------------- |
| パンダみっくオリジナルメンバー |            |                       |                |                                               |               |
| 横澤 星流 よこさわ せいる      | せっち     | 2004年7月25日（21歳） | 2016年6月7日   | ふらっぺidolぷろじぇくと生（3期生）より昇格。 | 2019年1月13日 |
| 岩方 虹夏 いわかた こな        | こなちゃん | 2004年7月18日（21歳） | 2016年6月7日   | ふらっぺidolぷろじぇくと生（3期生）より昇格。 | 2019年1月13日 |
| 橋本 彩花 はしもと あやか      | あやや     | 2004年6月30日（21歳） | 2016年6月7日   | ふらっぺidolぷろじぇくと生（5期生）より昇格。 | 2019年1月13日 |
| 中嶋 莉緒 なかじま りお        | りおりお   | 2005年2月19日（20歳） | 2016年6月7日   | ふらっぺidolぷろじぇくと生（3期生）より昇格。 | 2019年9月23日 |
| 野邑 仁衣菜 のむら にいな      | にぃにゃ   | 2004年9月17日（20歳） | 2016年6月7日   | ふらっぺidolぷろじぇくと生（4期生）より昇格。 | 2019年9月23日 |
| PANDAMICメンバー               |            |                       |                |                                               |               |
| 切山 琉花 きりやま るか        | るかちゃん | 2007年3月27日（18歳） | 2019年10月11日 |                                               | 2020年2月11日 |

## 略歴

### 2016年
- 6月7日 パンダみっく結成[5]。
- 6月25日 オフィシャルTwitterアカウントがオープン、各メンバーのソロ写真[28][29][30][31][32]、初ツイート[33][34][35][36][37]が投稿された。
- 7月4日 ラジオでの初レギュラー番組となる、ラジオ日本「ラジカントロプスNEXT パンダみっくラジオ」の放送開始。当番組は以降、7月11日、18日、25日の計4回に渡り、放送が行われた[38][39]。
- 7月16日 新宿ReNYで行われた「ニッポン放送presents ミュージックパーク ～Girls ＆ Music Theater Vol.2～」のオープニングアクトにてデビュー。
- 7月19日 AKIBAカルチャーズ劇場で行われた「デビュー直前アイドル5組新人公演～真夏のシンデレラたち～2016」[40]で、夏休み期間中の毎週火曜日を担当、8月23日までの計6回に渡り、出演[41][42]。
- 7月29日 パンダみっくOFFCIAL SITEがOPEN[43]。
- 8月5日～7日 「TOKYO IDOL FESTIVAL 2016」のGRAND MARKETで開催された「TOKYO IDOL 縁日 2016 Powered by アイドル横丁」とINFO CENTREで開催された「TOKYO IDOL 縁日 トークの部」に３日間出演[44][45]。
- 8月11日 下北FM「FMパンダみっく」公開生放送に出演[46]。
- 8月26日 フジテレビ本社1F広場で行われた「お台場みんなの夢大陸マイナビステージ アイドルドリームステージ」にて、SiAM&POPTUNeのオープニングアクトに出演。
- 9月11日 パンダみっくオフィシャルブログがOPEN、全メンバーの初ブログ記事が投稿された[47][48][20]。
- 9月25日　幕張メッセ国際展示場で行われた「@JAM×ナタリーEXPO 2016 トークステージ」に出演。
- 12月18日 ニッポン放送imagineスタジオにて1st One Man Live 『パンダらの箱 ～ Special Edition ～』開催[49]。SOLD OUT公演となった。

### 2017年
- 4月16日 上月せれなとアニメイト長野のコラボによるフェス「アッパームーン!! ミュージックフェス」にて初の長野遠征[50]。
- 6月10日 AKIBAカルチャーズ劇場にて結成一周年ワンマンライブ「パンダらの箱 ～ 1st Anniversary Edition ～」を開催[51]。
- 8月4日 「TOKYO IDOL FESTIVAL 2017」に初出演。
- 8月26日 「@JAM EXPO 2017」に初出演。
- 11月29日 1st single『好きな曜日はxx』をリリース[52][53]。
- 12月26日 公式SHOWROOMを開設。『好きな曜日はxx』のMVを初公開。[54]

### 2018年
- 6月2日 渋谷club asiaにて結成二周年ワンマンライブ「パンダらの箱 ～ 2nd Anniversary Edition ～」を開催[55]。
- 9月12日 2nd single 『止まらないBGM』をリリース[56][57]。
- 9月27日 公式サイトにて野邑が体調不良のため、当面の間活動休止することを発表[58]。
- 11月16日 公式サイトにて2019年1月13日の卒業公演をもって岩方、橋本、横澤の3人が卒業することを発表[59]。

### 2019年
- 1月13日 SPACE ODDで行われた卒業公演にて野邑が復帰[60]、岩方、橋本、横澤が卒業[61]。
- 1月14日 山縣絆奈、辻村羽来の加入を発表[62]。
- 1月20日 duo MUSIC EXCHANGEの「Pop'n Party」にて新体制のお披露目[63]。
- 3月13日 公式サイトにて野邑が体調不良のため、当面の間活動休止することを発表[64]。
- 5月27日 公式サイトにて中嶋が家庭の事情により、しばらくの間活動休止することと6月2日に予定していた4thワンマンライブの中止を発表[65]。
- 6月12日 1stミニ・アルバム『BOOM BOOOM BOOOOM』をリリース[66]。
- 9月3日 公式サイトにて中嶋、野邑の卒業、辻村と山縣は新たなグループのメンバーとして活動することに伴い、9月23日をもって活動終了することを発表[67]。
- 9月23日 渋谷CLUB CRAWLで卒業メンバー3人も見守る中、行われた「現行体制活動終了LIVE」をもって中嶋、野邑が卒業。辻村と山縣は休業。チケットは完売。
- 10月10日 PANDAMICに改名と10月20日に新体制お披露目LIVE決定の発表[68]。
- 10月11日 新メンバー岩倉葵依、漆原裕菜、切山琉花、武者梓音の発表[69]。
- 10月20日 新宿LOFTにて行われた「Pop'n Party」にて新体制お披露目とオリジナル曲「夜空のスピカ」を初披露。

### 2020年
- 1月31日  公式サイトにて切山が2月11日に卒業することを発表[70]。
- 2月1日 Veats SHIBUYAにて行われた「アイドル王朝2020」にて1月11日から欠席していた武者が復帰[71]。
- 2月11日 渋谷CLUB CRAWLで行われた「切山琉花卒業公演」をもって切山が卒業[72]。
- 3月1日～3月11日 新型コロナウイルス感染症対策本部の政府からの要請を受け、2週間の出演中止措置[73]。
- 4月8日 新型コロナウイルスの感染拡大に伴い、緊急事態宣言を受け、5月6日までイベントの出演を自粛することを発表[74]。
- 4月11日 無観客配信ライブを開始。特典会もオンラインでおこなう。（一部物販は観覧会場で行う）
- 6月2日 demoCD『good dayなday』をリリース[75]。
- 6月6日 無観客LIVEで行われた「シロイロ」にて新オリジナル曲「good dayなday」を初披露[76]。
- 9月13日 公式インスタグラムアカウントを開設。
- 10月18日 新体制一周年記念ワンマンライブ「PANDARA'S BOX」で新オリジナル曲「meと目と手とて」を初披露。

### 2021年
- 3月27日 ワンマンライブ「PANDARA’S BOX ～熊手～」で新オリジナル曲「SCREEN」を初披露。demoCD『meと目と手とて』をリリース[77]。
- 6月13日 初地方遠征として、名古屋でライブ。
- 8月4日 岩倉葵依の身内に新型コロナ陽性者が出た[78]ため、PCR検査の結果、岩倉が陽性[79]となり、8月17日まで自宅待機となった。その間、岩倉の濃厚接触者に当たらない、他の4名で活動することとなった。
- 8月8日 定期ツーマンライブが予定されていたが、新型コロナ対応のため「せかいシティ」出演辞退となり、約1時間のワンマンライブ「パンダらの箱」公演を行った。
- 8月14日 武者梓音の身内に新型コロナ陽性者が出たが、保健所の判断としてPCR検査を受ける必要はないとの事だが、グループとしての活動を8月20日まで自粛することとなった[80]。
- 8月21日 PANDAMIC 1st single 『SCREEN/好きな曜日はxx2021』をリリース[81]。初大阪遠征。新オリジナル曲「NEXT ME」を初披露。
- 9月27日 新体制二周年記念ワンマンライブ「PANDARA’S BOX 〜CCC～」が、10月から12月にかけ3回行われることが発表された。
- 12月28日 新体制二周年記念ワンマンライブ「PANDARA'S BOX 〜CCC～」(３－C)で新オリジナル曲「Mirror」を初披露。

## 作品

### シングル
| No.                        | 発売日         | タイトル                   | 規格品番  | 収録曲                                                                   | 備考       |
| -------------------------- | -------------- | -------------------------- | --------- | ------------------------------------------------------------------------ | ---------- |
| AQUA FACTORY(パンダみっく) |                |                            |           |                                                                          |            |
| 1                          | 2017年11月29日 | 好きな曜日はxx             | AQFC-0002 | 1. 好きな曜日はxx 2. ヒズムリアリズム (rearrange ver.) 3. 白黒イエスノー |            |
| 限定                       | 2018年7月7日   | 止まらないBGM              | AQFC-0003 | 1. 止まらないBGM (Demo ver.)                                             | 会場限定盤 |
| 2                          | 2018年9月12日  | 止まらないBGM              | AQFC-0004 | 1. 止まらないBGM 2. up side down pop 3. 東京109                          |            |
| demo(PANDAMIC)             |                |                            |           |                                                                          |            |
| 限定                       | 2020年6月2日   | good dayなday              |           | 1. good dayなday 2. 夜空のスピカ                                         | 会場限定盤 |
| 限定                       | 2021年3月27日  | meと目と手とて             |           | 1. meと目と手とて                                                        | 会場限定盤 |
| AQUA FACTORY(PANDAMIC)     |                |                            |           |                                                                          |            |
| 1                          | 2021年8月21日  | SCREEN/好きな曜日はxx 2021 | AQFC-0007 | 1. SCREEN 2. 好きな曜日はxx 2021                                         |            |

### ミニアルバム
| No.          | 発売日         | タイトル          | 規格品番  | 収録曲                                                                                        |
| ------------ | -------------- | ----------------- | --------- | --------------------------------------------------------------------------------------------- |
| AQUA FACTORY |                |                   |           |                                                                                               |
| 1            | 2019年06月12日 | BOOM BOOOM BOOOOM | AQFC-0005 | 1. Run&Run 2. BOOM IT!! 3. Count Down Baby 4. Classroom 5. Hop Step Stand By Me 6. Bad Ending |

### 配信
| # | 配信日        | タイトル                        | 収録曲                                                                           |
| - | ------------- | ------------------------------- | -------------------------------------------------------------------------------- |
| 1 | 2022年6月21日 | BAW                             | 1. Lock-U 2. Diagram 3. Bad Ending 4. NEXT ME 5. Mirror 6. 東京109 7. きらり光る |
| 2 | 2023年3月29日 | 大人になったら / トンチノロウス | 1. 大人になったら 2. トンチノロウス                                              |

### オリジナル曲
| 発表日         | タイトル                           | 作詞         | 作曲         | 編曲           |
| -------------- | ---------------------------------- | ------------ | ------------ | -------------- |
| 2016年8月16日  | 未来時計                           | （未発表）   | （未発表）   | （未発表）     |
| 2016年12月18日 | オモカゲプラスティック             | （未発表）   | （未発表）   | （未発表）     |
| 2017年6月10日  | 白黒イエスノー                     | タイヘイ     | タイヘイ     | タイヘイ       |
| 2017年10月22日 | ヒズムリアリズム（rearrange ver.） | ヤギヌマカナ | ヤギヌマカナ | カラスは真っ白 |
| 2017年11月3日  | 好きな曜日はxx                     | タイヘイ     | タイヘイ     | タイヘイ       |
| 2017年11月29日 | 止まらないBGM                      | タイヘイ     | タイヘイ     | タイヘイ       |
| 2018年6月2日   | up side down pop                   | タイヘイ     | タイヘイ     | タイヘイ       |
| 2018年9月13日  | 東京109                            | タイヘイ     | タイヘイ     | タイヘイ       |
| 2019年3月3日   | BOOM IT!!                          | タイヘイ     | タイヘイ     | タイヘイ       |
| 2019年4月27日  | Count Down Baby                    | タイヘイ     | タイヘイ     | タイヘイ       |
| 2019年5月5日   | Classroom                          | やぎぬまかな | タイヘイ     | タイヘイ       |
| 2019年9月23日  | Hop Step Stand By Me               | タイヘイ     | タイヘイ     | タイヘイ       |
| 2019年9月23日  | Bad Ending                         | タイヘイ     | タイヘイ     | タイヘイ       |
| 2019年10月20日 | 夜空のスピカ                       | タイヘイ     | タイヘイ     | タイヘイ       |
| 2020年6月6日   | good dayなday                      | タイヘイ     | タイヘイ     | タイヘイ       |
| 2020年10月18日 | p-chops                            |              | （未発表）   | （未発表）     |
| 2020年10月18日 | meと目と手とて                     | タイヘイ     | タイヘイ     | タイヘイ       |
| 2021年3月27日  | SCREEN                             | タイヘイ     | タイヘイ     | タイヘイ       |
| 2021年3月27日  | 好きな曜日はxx 2021                | タイヘイ     | タイヘイ     | タイヘイ       |
| 2021年8月21日  | NETXT ME                           | タイヘイ     | タイヘイ     | タイヘイ       |
| 2021年12月26日 | ロックバンド                       |              | （未発表）   | （未発表）     |
| 2021年12月26日 | Mirror                             | タイヘイ     | タイヘイ     | タイヘイ       |

### カバー曲
| タイトル                               | アーティスト                           |
| -------------------------------------- | -------------------------------------- |
| spiral×future=butterfly                | SiAM&POPTUNe                           |
| ツギ×ハギ メーカー                     | SiAM&POPTUNe                           |
| My notes                               | sora tob sakana                        |
| クラウチングスタート                   | sora tob sakana                        |
| シンデレラ                             | 相対性理論                             |
| ヒズムリアリズム                       | カラスは真っ白                         |
| とおりゃんせ                           | パスピエ                               |
| MUSIC                                  | 南波志帆                               |
| ネズミーランド                         | 空中メトロ                             |
| るーららるーらーるららるーらー         | さユり                                 |
| ガールズ・レテル・トーク               | ナンバタタン（南波志帆＋タルトタタン） |
| シーラカンスダンス                     | vivid undress                          |
| シャッタードール                       | ヒトリエ                               |
| 今夜がおわらない                       | ふぇのたす                             |
| まみむめも                             | フーバーオーバー                       |
| 世界寿命と最後の一日                   | スズム                                 |
| パラレルワ                             | vivid undress                          |
| 言って。                               | ヨルシカ                               |
| あれからの話だけど                     | SHE IS SUMMER                          |
| ワールドエンドサイレン                 | lical                                  |
| これから                               | タルトタタン                           |
| メグリメグル                           | Amelie                                 |
| Kitchen                                | LILI LIMIT                             |
| ルカは知ってる                         | メランコリック写楽                     |
| Cycling                                | Chu's day.                             |
| マジカルナイト・ロックンロール・ショー | 住所不定無職                           |
| 絶対的三分間                           | そこに鳴る                             |
| パジャマの神さま                       | さよならポニーテール                   |

## メディア出演

### テレビ番組
- つんつべ♂バク音[107]（2016年9月19日に出演した『BAKU POP FES'16秋』の模様、2016年10月6日 TOKYO MX）
- アイドルお宝くじ 特別編 バレンタインだよ!愛の名曲カヴァーし NIGHT [108]（2018年2月11日 CSテレ朝チャンネル1）
- 熱波（2018年9月26日[注釈 9]、辻村・山縣が出演：2019年6月27日[注釈 10] テレビ埼玉）
- @JAM TV powered by LIVE DAM , #5 （@JAM EXPO 2019「PR時間争奪！@JAM TV ガチンコ歌うま対決」の模様、2019年9月29日 CS日テレプラス）
- @JAM ONLINE FESTIVAL 2020 Futureステージ　完全版スペシャル！！ DAY2（2020年12月11日 CS日テレプラス）

### ラジオ番組
- ラジカントロプスNEXTパンダみっくラジオ[38]（レギュラー：2016年7月4日,11日,18日,25日 ラジオ日本 ）
- FMパンダみっく[46]（2016年8月11日 下北ＦＭ）[注釈 11]
- DJ Tomoaki's Radio Show![109]（2017年1月12日 下北ＦＭ）[注釈 12]
- 夏フェス×アイドル（2017年7月27日 ラジオNIKKEI第一）
- お知らせアイドル（2017年11月23日 ラジオNIKKEI）
- アイドルジェネレーション（2017年12月30日 ラジオNIKKEI第一）
- Music Convoy Saturday Special（中嶋・岩方が出演：2017年11月25日、中嶋・横澤が出演：2018年9月22日 新潟県民エフエム放送）
- Music spice! （野邑・岩方・橋本が出演：2017年12月7日[110]、岩方・橋本が出演：2018年9月27日[111]、辻村・山縣が出演：2019年6月13日[112] 、漆原が出演：2021年11月25日[113]　FM FUJI）
- Loco Spirits!（中嶋・横澤が出演：2017年12月9日[114]、2018年9月22日[115]、辻村・山縣が出演：2019年6月15日[116]、山縣・岩倉が出演：2021年11月26日[117]  FM yokohama）

### 雑誌
- Top Yell NEO 2018 AUTUMN(【この夏シーンを賑わせた注目ユニット】、2018年9月29日、竹書房）
- MARQUEE Vol.126(全員撮影＋インタビュー、2018年4月10日　マーキー・インコーポレイティド）

### 配信番組
- ミュージックパーク×アイドルボンバイエ TALK LIVE[118][119](2016年11月29日～2016年12月28日（配信期間） ニッポン放送インターネットラジオ「Radital（ラジタル）」）
- 「さしめしびと」捜索隊！～芸能人とテレ東で「さしめし」～ [120]（公式生配信番組内のミニコーナーに、中嶋・野邑・橋本が出演、2016年12月11日 LINE LIVE）
- TOKYO IDOL 会議中 ～TIF2017直前SP～（中嶋が出演：2017年7月28日 ニコニコ生放送）
- DANCE DANCE PLANET ～"Hi" Of THE FISH～（生配信番組に横澤・中嶋・野邑・橋本が出演：2017年12月22日 ソラトニワ原宿）
- 矢口真里の火曜The NIGHT 第99回（岩方・中嶋が出演：2018年3月28日 AbemaTV）
- TOKYO IDOL 春の体力測定（野邑・横澤が出演：2018年3月28日 ニコニコチャンネル）
- アイドルING!!!〜ネクスト育成ング!!! #20 白黒ハッキリつけたる! 三番勝負!!!（2018年7月7日 FRESH LIVE）

### 映画
- きみといた世界(2024年12月14日公開) - 武者梓音が上原役で出演

### テレビドラマ
- 孤独のグルメ Season4 第7話    （2014年8月20日、テレビ東京）  - 中嶋 莉緒が女の子2 役で出演